# If You
„If You” – singel południowokoreańskiej grupy Big Bang, wydany cyfrowo 1 lipca 2015 roku przez YG Entertainment. „If You”, razem z „Sober”, znalazł się na singlu D.

## Tło
YG Entertainment zapowiedziało utwór jako część „MADE Series: D” Big Bangu przez plakat opublikowany 27 czerwca 2015 roku.
Zapowiedziano, że do piosenki nie powstanie teledysk, w przeciwieństwie do innych singli wydanych w owym roku przez Big Bang. Przedstawiciel z wytwórni YG Entertainment ujawnił „Star News”, że „powodem, dla którego nie ma teledysku, jest to, że od czasu debiutu Big Bangu w 2006 roku «If You» jest dotychczas ich najsmutniejszą piosenką. «If You» jest utworem, który dotyka emocjonalnie. Teledysk nie został nakręcony, aby można było skupić się tylko na muzyce i słowach”.

## lista utworów
| Nr | Tytuł    | Słowa    | Kompozycja           | Aranżacja  | Czas |
| -- | -------- | -------- | -------------------- | ---------- | ---- |
| 1. | „If You” | G-Dragon | G-Dragon, P.K, Dee.P | P.K, Dee.P | 4:24 |

## Notowania
| Kraj              | Lista                         | Najwyższa pozycja |
| ----------------- | ----------------------------- | ----------------- |
| Korea Południowa  | Gaon Weekly Digital Chart     | 1                 |
| Korea Południowa  | Gaon Yearly Digital Chart     | 29                |
| Korea Południowa  | Gaon Weekly Download Chart    | 1                 |
| Korea Południowa  | Gaon Yearly Download Chart    | 24                |
| Korea Południowa  | Gaon Weekly Streaming Chart   | 2                 |
| Korea Południowa  | Gaon Yearly Streaming Chart   | 39                |
| Stany Zjednoczone | Billboard World Digital Songs | 2                 |
| Japonia           | Japan Hot 100                 | 29                |

## Sprzedaż
| Kraj             | Sprzedaż                        |
| ---------------- | ------------------------------- |
| Korea Południowa | 1 445 147+ (stan na 17.12.2016) |
| Chiny (KuGou)    | 3 642 000                       |